# Siebenkampf-Länderkampf der Frauen 1982 USA – BR Deutschland
| 13. Leichtathletik-Länderkampf mit bundesdeutscher Beteiligung 1982 | 13. Leichtathletik-Länderkampf mit bundesdeutscher Beteiligung 1982 |
| ------------------------------------------------------------------- | ------------------------------------------------------------------- |
|                                                                     |                                                                     |
| Siebenkampf-Vergleich der Frauen: USA – BR Deutschland              |                                                                     |
| Austragungsort                                                      | Los Angeles                                                         |
| Wettbewerbe                                                         | 1                                                                   |
| Datum                                                               | 26./27. Juni                                                        |
| 1. USA 2. FRG                                                       | 17.893 P 17.841 P                                                   |
| Chronik                                                             |                                                                     |
| ← USA-FRG (F)                                                       | USA-FRG 10kampf (M) →                                               |

Im dreizehnten Vergleich des Länderkampfjahres 1982 trafen die bundesdeutschen Siebenkämpferinnen in Los Angeles auf die USA. Die Begegnung wurde parallel zu den Länderkämpfen ausgetragen, die in Durham mit dem allgemeinen leichtathletischen Programm für Frauen und Männer gegen die USA stattfanden. Nach 1974 war es die zweite Begegnung der Mehrkämpferinnen dieser beiden Länder. Die erste war – damals unter gleichzeitiger Beteiligung der Sowjetunion in einer Veranstaltung mit getrennten Wertungen der Ländervergleiche – an die USA gegangen.

## Modus
Jedes Team konnte maximal vier Vertreterinnen stellen, von denen die drei Besten durch Addition ihrer Punktzahlen gewertet wurden.

## Ergebnis
In der Einzelwertung siegte eine Athletin der USA. Die Länderkampfwertung war äußerst knapp, der Unterschied zwischen den beiden Teams betrug schließlich nur 52 Punkte und die US-Amerikanerinnen erzielten mit 17.893 P zu 17.841 Punkten ihren zweiten Erfolg über die Bundesrepublik Deutschland.

## Resultat

### Siebenkampf
| Platz | Name            | Nation | Punkte | 100 m Hürden | Kugel- stoßen | Hoch- sprung | 200 m   | Weit- sprung | Speer- wurf | 800 m       |
| ----- | --------------- | ------ | ------ | ------------ | ------------- | ------------ | ------- | ------------ | ----------- | ----------- |
| 1     | Jackie Joyner   | USA    | 6041   | 13,81 s      | 11,79 m       | 1,71 m       | 23,85 s | 6,20 m       | 36,56 m     | 2:12,67 min |
| 2     | Iris Künstner   | FRG    | 6025   | 13,82 s      | 12,92 m       | 1,86 m       | 25,18 s | 5,78 m       | 39,26 m     | 2:16,31 min |
| 3     | Cindy Greiner   | USA    | 5950   | 14,49 s      | 12,98 m       | 1,86 m       | 25,18 s | 5,78 m       | 39,26 m     | 2:16,31 min |
| 4     | Heike Filsinger | FRG    | 5927   | 13,31 s      | 10,87 m       | 1,68 m       | 24,61 s | 6,30 m       | 34,94 m     | 2:13,72 min |
| 5     | Marlene Harmon  | USA    | 5902   | 13,72 s      | 11,50 m       | 1,68 m       | 24,51 s | 6,00 m       | 34,54 m     | 2:11,30 min |
| 6     | Birgit Dressel  | FRG    | 5889   | 14,36 s      | 11,62 m       | 1,83 m       | 25,87 s | 5,97 m       | 42,18 m     | 2:16,04 min |
| 7     | Marita Gabriel  | FRG    | 5740   | 14,07 s      | 12,35 m       | 1,80 m       | 25,48 s | 5,85 m       | 29,66 m     | 2:16,08 min |
| 8     | Patsy Walker    | USA    | 5720   | 14,30 s      | 13,03 m       | 1,71 m       | 25,39 s | 5,68 m       | 36,40 m     | 2:18,93 min |